# You Had It Coming
You Had It Coming es el octavo álbum de estudio del guitarrista británico Jeff Beck, publicado por Epic Records en 2001. La cantante británica Imogen Heap aportó su voz en las canciones "Dirty Mind" y "Rollin' and Tumblin'" y participó en una gira con Beck en el año 2004.

## Lista de canciones
| N.º | Título                 | Duración |  |
| 1.  | «Earthquake»           | 3:18     |  |
| 2.  | «Roy's Toy»            | 3:35     |  |
| 3.  | «Dirty Mind»           | 3:50     |  |
| 4.  | «Rollin' and Tumblin'» | 3:12     |  |
| 5.  | «Nadia»                | 3:50     |  |
| 6.  | «Loose Cannon»         | 5:17     |  |
| 7.  | «Rosebud»              | 3:44     |  |
| 8.  | «Left Hook»            | 4:22     |  |
| 9.  | «Blackbird»            | 1:27     |  |
| 10. | «Suspension»           | 3:20     |  |

## Créditos
- Jeff Beck - guitarra, voz
- Jennifer Batten – guitarra
- Imogen Heap – voz
- Steve Alexander – batería
- Randy Hope-Taylor – bajo